# Apochquiyauhtzin
Apochquihuayatzin, Apochquiyahuatzin, Opochquiyautzi o Luis Martín Cortés Cerón de Alvarado (Xochimilco - ?-1572)  fue un gobernante y funcionario público xochimilca. Era el huey tlatoani del altépetl Xochimilco al ocurrir la Conquista de México.

## Biografía
Su nombre náhuatl significaría en español señor deshilachado. Apochquihuayatzin era tlatoani de Xochimilco al arribo de los españoles a México-Tenochtitilan. Es probable que Apochquihuayatzin haya estado presente representando a Xochimilco en la reunión que hizo Hernán Cortés en 1520 con Cuitláhuac a donde acudieron otros tlatoanis del Anáhuac con el fin de explicarles la razón por la cual estaba ahí. En 1521 los xochimilca bajo su mando participaron como aliados de las tropas de Cortés particularmente en el sitio de Tenochtitlan.
En 1522 sería el primer xochimilca en aceptar el bautizo por parte del ejército conquistador español tomando el nombre de Luis Martín Cortés Cerón de Alvarado. Si bien Pedro de Alvarado recibiría a Xochimilco en encomienda, los españoles darían el poder de Xochimilco al ahora llamado Luis Martín Cortés Cerón de Alvarado, quien habría estado probablemente presente el 1 de junio de 1524 cuando arribaron a la Nueva España los doce franciscanos, primeros misioneros católicos mismos que emprendieron marcha hacia Xochimilco el 2 de junio. Cortés Cerón recibió la orden de Cortés de que los misioneros fueran tratados con la mayor reverencia, hecho que ocurrió al recibirlos este y el pueblo de Xochimilco para iniciar el proceso evangelizatorio, mismo que ocurrió de manera generalizada.
El resto de su vida Luis Martín Cortés Cerón de Alvarado fue una persona rica y poderosa en el sur de la Cuenca de México. En el centro de Xochimilco se conserva un inmueble que se conoce comúnmente como su casa.